# 신쾌속
신쾌속(新快速, しんかいそく)은 일본에 있는 열차이다. 한국의 급행열차에 대응되는 쾌속의 상위 등급이다.

## 긴키 지구 (JR 서일본)
JR 서일본이 운행중인 열차 등급 중 하나. 별도 특급요금을 받지 않는 열차 중에 가장 빠른 130km/h의 속도로 운행하고 있다. 도시 접근성이나 운임에서 경쟁력이 떨어지는 JR 서일본이 가능한 것은 두 사철에 비해 좋은 선형과 넉넉한 선로용량을 기반으로 빠른 속도로 승부를 보는 것.
운행계통은 크게 두 가지로 나뉘며, 비와코선을 경유하느냐 코세이선을 경유하느냐의 차이다.

### 비와코선경유
보통 신쾌속이라고 하면 이쪽을 가리킨다.
쓰루가 - (각역정차) - 마이바라 - 히코네 - 노토가와 - 오미하치만 - 야스 - 모리야마 - 쿠사츠 - 미나미쿠사츠 - 이시야마 - 오츠 - 야마시나 - 교토 - 다카쓰키 - 신오사카 - 오사카 - 아마가사키 - 아시야 - 산노미야 - 고베 - 아카시 - 니시아카시 - 가코가와 - 히메지 - (각역정차)

### 고세이선경유
(각역정차) - 오미마이코 - 카타타 - 히에이잔사카모토 - 오츠쿄 - 야마시나 - 교토 - (이후 상단과 동일)